# 자타리 난민 캠프

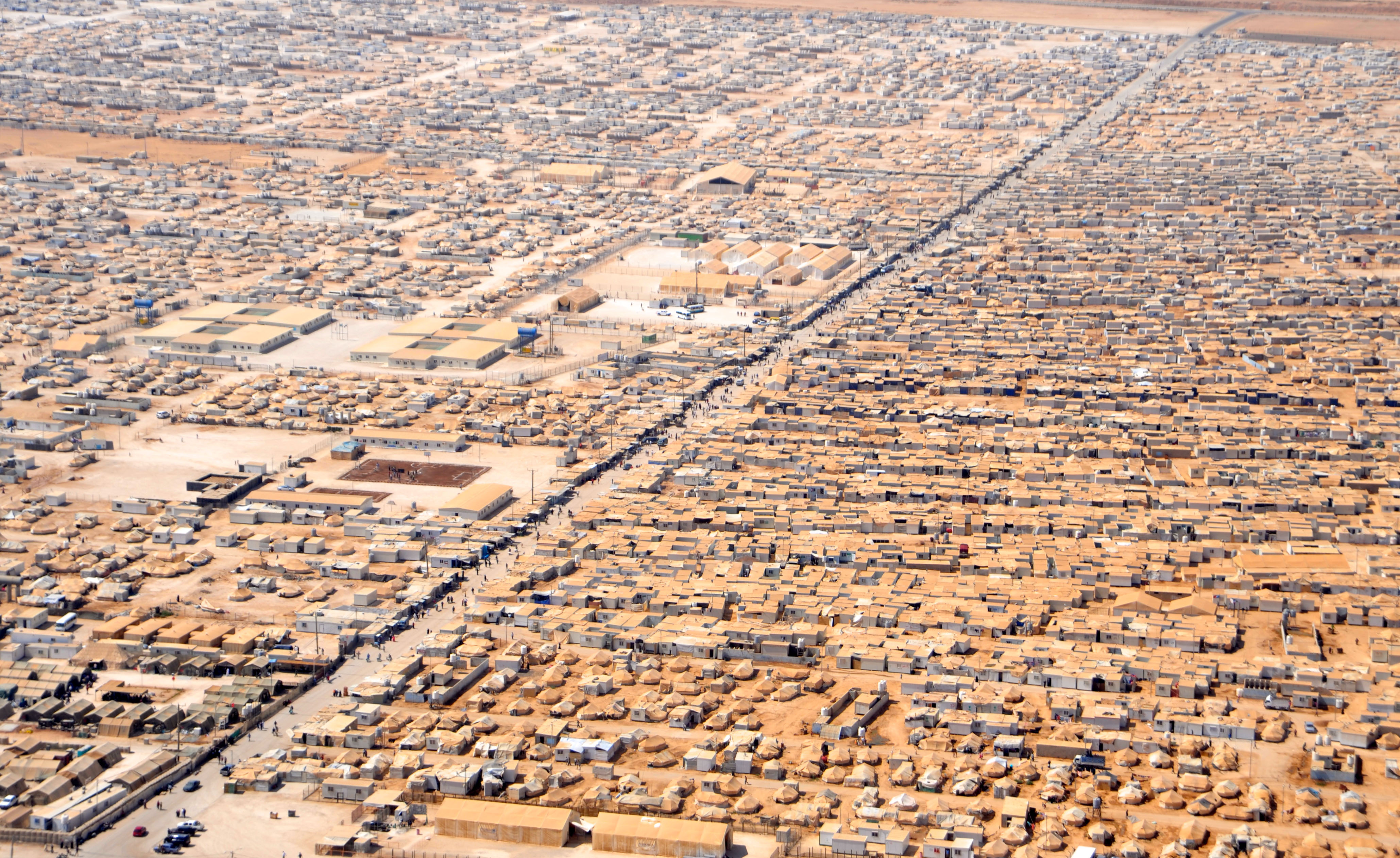
요르단의 자타리 난민 캠프는 세계 최대 시리아 난민 캠프이다.

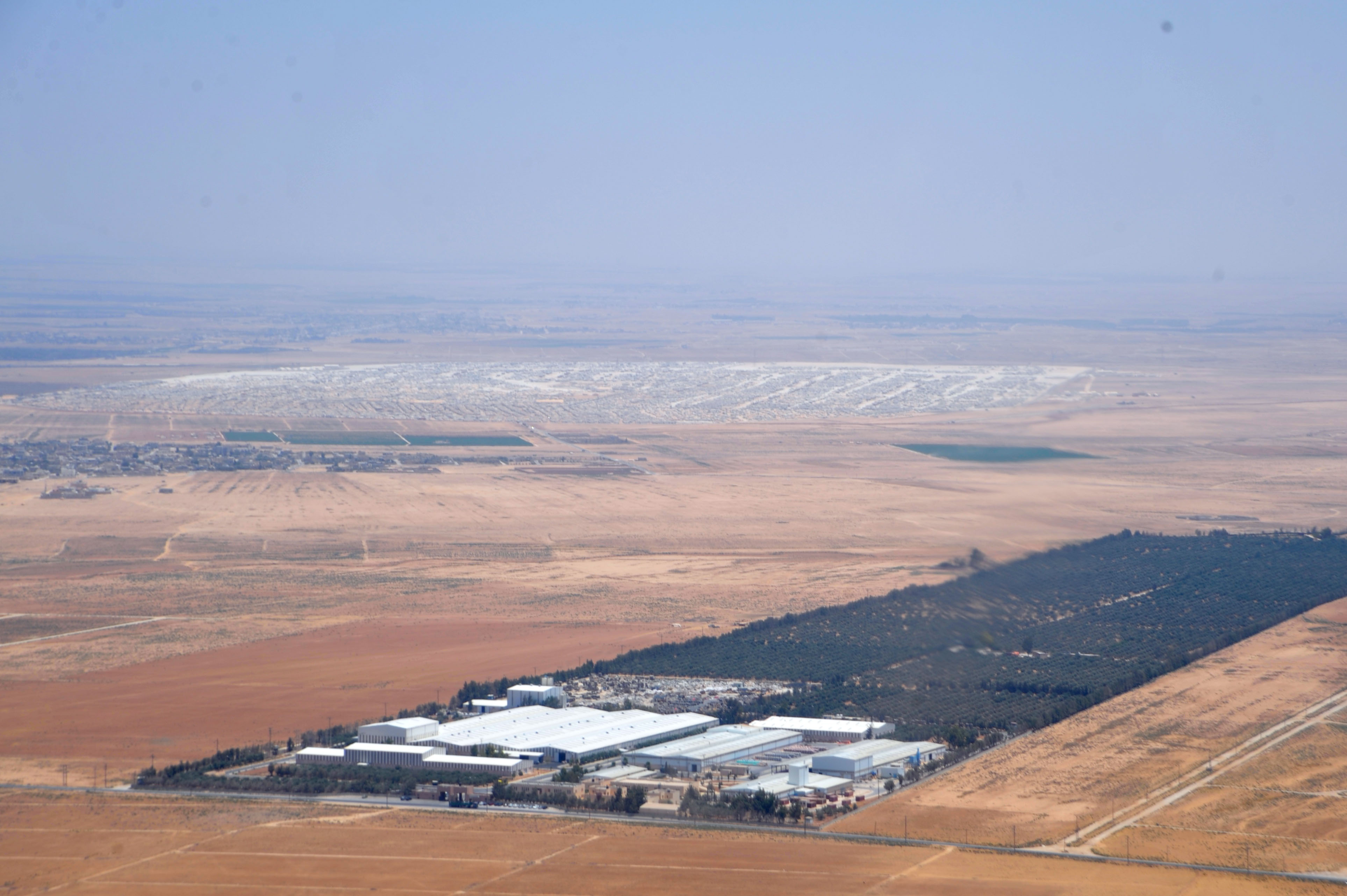
2013년 존 케리 미국무장관의 헬기에서 본 자타리 캠프

자타리 난민 캠프(Zaatari refugee camp)는 요르단의 마프라크 동쪽 10 km에 위치한 난민 수용소이다. 2012년 7월 28일 문을 열었다. 2011년 발생한 시리아 내전을 피해 도망친 시리아 난민들을 수용한다.
2013년 7월 자타리 캠프는 144,000명의 시리아 난민을 수용했다. 2013년 11월에는 112,000명으로 줄어들었다. 2015년 3월 26일, 캠프 인구는 대략 83,000명이다.
요르단 북부 시리아 국경에서 15km 떨어져 있다. 소말리아 난민 30여만명을 수용한 케냐의 다답 난민 캠프(Dadaab) 다음으로 세계에서 2번째로 규모가 크다. 캠프의 면적은 520헥타르로, 서울 여의도 면적(290헥타르)의 1.8배 크기이다. 최대수용량이 6만명인데 난민 숫자는 훨씬 많아서, 2013년 3월 자르카 동쪽 20 km에 아랍에미리트가 자금을 지원하여, 제2캠프인 무리집 알 푸후드 난민 캠프(Mrajeeb Al Fhood)를 지었다.
2016년 2월 7일, 누만 쿠르툴무스 터키 부총리는 CNN-투르크어 TV와의 인터뷰에서 터키는 이미 300만 명의 난민을 수용했으며 이들 대부분은 시리아 난민들이라고 말했다. 그러나 요르단의 자타리 캠프가 세계 최대 시리아 난민 수용소다.

## 같이 보기
- 다답 난민 캠프(Dadaab) - 세계 최대의 난민 캠프